# Edith Rozsa
Edith Rozsa (ur. 19 marca 1973 w Whistler) – kanadyjska narciarka alpejska, brązowa medalistka mistrzostw świata juniorów.

## Kariera
Pierwszy raz na arenie międzynarodowej Edith Rozsa pojawiła się w 1990 roku, startując na mistrzostwach świata juniorów w Zinal. Jej najlepszym wynikiem było tam czwarte miejsce w slalomie, w którym walkę o podium przegrała z Annelise Coberger z Nowej Zelandii o 0,21 sekundy. Jeszcze dwukrotnie startowała w zawodach tego cyklu, największy sukces osiągając podczas mistrzostw świata juniorów w Mariborze w 1992 roku, gdzie w slalomie wywalczyła brązowy medal. W zawodach tych wyprzedziły ją jedynie Urška Hrovat ze Słowenii oraz Francuzka Christel Pascal.
W zawodach Pucharu Świata zadebiutowała 12 marca 1995 roku w Lenzerheide, gdzie nie zakwalifikowała się do drugiego przejazdu w slalomie. Pierwsze pucharowe punkty wywalczyła tydzień później w Bormio, zajmując piętnaste miejsce w tej samej konkurencji. Nigdy nie stanęła na podium zawodów pucharowych, nigdy też nie poprawiła osiągnięcia z Bromio. Najlepsze wyniki osiągała w sezonie 1995/1996, kiedy zajęła 84. miejsce w klasyfikacji generalnej. W 1996 roku wystartowała na mistrzostwach świata w Sierra Nevada, zajmując między innymi szesnaste miejsce w kombinacji. Zajęła także 27. miejsce w gigancie podczas mistrzostw świata w Sestriere w 1997 roku. Nigdy nie wystąpiła na igrzyskach olimpijskich. W 2000 roku zakończyła karierę.

## Osiągnięcia

### Mistrzostwa świata
| Miejsce | Dzień     | Rok  | Miejscowość   | Konkurencja | Czas biegu  | Strata   | Zwyciężczyni       |
| ------- | --------- | ---- | ------------- | ----------- | ----------- | -------- | ------------------ |
| 14.     | 19 lutego | 1996 | Sierra Nevada | Kombinacja  | 3:19,68 min | +11,45 s | Pernilla Wiberg    |
| DNF1    | 24 lutego | 1996 | Sierra Nevada | Slalom      | 1:31,46 min | -        | Pernilla Wiberg    |
| DNF2    | 5 lutego  | 1997 | Sestriere     | Slalom      | 1:43,88 min | -        | Deborah Compagnoni |
| 23.     | 9 lutego  | 1997 | Sestriere     | Gigant      | 2:39,19 min | +10,70 s | Deborah Compagnoni |

### Mistrzostwa świata juniorów
| Miejsce | Dzień      | Rok  | Miejscowość | Konkurencja | Czas biegu  | Strata  | Zwyciężczyni          |
| ------- | ---------- | ---- | ----------- | ----------- | ----------- | ------- | --------------------- |
| 20.     | 22 marca   | 1990 | Zinal       | Supergigant | 1:10,12 min | +4,21 s | Sabine Ginther        |
| 4.      | 24 marca   | 1990 | Zinal       | Slalom      | 1:06,79 min | +1,62 s | Katrin Neuenschwander |
| 39.     | 8 kwietnia | 1991 | Geilo       | Supergigant | 1:15,16 min | +4,22 s | Julie Lunde Hansen    |
| 38.     | 25 lutego  | 1992 | Maribor     | Zjazd       | 1:21,68 min | +3,57 s | Céline Dätwyler       |
| 31.     | 26 lutego  | 1992 | Maribor     | Supergigant | 1:20,66 min | +5,31 s | Regina Häusl          |
| 36.     | 27 lutego  | 1992 | Maribor     | Gigant      | 1:56,37 min | +6,49 s | Regina Häusl          |
| 3.      | 29 lutego  | 1992 | Maribor     | Slalom      | 1:17,03 min | +0,74 s | Urška Hrovat          |
| 13.     | 29 lutego  | 1992 | Maribor     | Kombinacja  | ?           | ?       | Erika Hansson         |

### Puchar Świata

#### Miejsca w klasyfikacji generalnej
- sezon 1994/1995: 97.
- sezon 1995/1996: 84.
- sezon 1997/1998: 91.

#### Miejsca na podium
Rozsa nigdy nie stanęła na podium zawodów PŚ.